# 제1고사사단
고사 제1사단(高射第1師団 고샤 다이이치시단[*])은 일본 제국 육군에서 일본 본토 공습에 대응하기 위해 편성했던 4개 고사사단 중의 하나로, 도쿄도 우에노에 본부를 두었다.

## 역사
1944년 12월 22일, 연합군의 항공전력에 의한 일본 본토 공습에 대응하기 위해 3식 12 cm 고사포를 운용하는 부대로서 8개 연대, 6개 독립대대, 4개 기관포중대, 2개 탐조등 부대를 편성하였다. 고사 제1사단은 동부군의 방공부대로 지정되었다.
1945년 2월 11일, 상급부대인 동부군이 제12방면군으로 재편성되었다. 5월, 다이칸야마에서 도쿄부 우에노 도쿄과학박물관로 이전하였다. 6월, 도쿄에서 다른 지역으로 의 주요 폭격지점이 바뀌자, 이에 대응하기 위해 장비를 자동차를 옮기기 시작하였다. 7월, 구가야마의 고사포 진지에 위해 5식 15 cm 고사포를 배치하였다.
종전 이후 사단에서 본부로 썼던 도쿄 과학박물관 본관은 국립과학박물관으로 바뀌었다.

## 전투 서열
소속부대
- 동부군, 1944년 12월 22일
- 제12방면군, 1945년 2월 11일

편성, 1944년 12월
- 임시 위생대
- 고사포 제111연대 (안쿄무라)
- 고사포 제112연대 (세타가야)
- 고사포 제113연대 (카와사키)
- 고사포 제114연대 (쓰키시마)
- 고사포 제115연대 (이치카와)
- 고사포 제116연대 (이타바시)
- 고사포 제117연대 (요코하마)
- 고사포 제118연대 (고라쿠엔)
- 고사포 제119연대 (이치카와)
- 독립고사포 제2대대 (다치카와)
- 독립고사포 제3대대 (고다이)
- 독립고사포 제4대대 (오타)
- 독립고사포 제44대대 (오가키시)
- 독립고사포 제49대대 (훗사시)
- 독립고사포 제50대대
- 야전고사포 제95대대 (오미야)
- 야전고사포 제96대대
- 기관포 제1대대
- 기관포 제4대대 (가와자키)
- 독립 기관포 제1대대 (요쓰야)
- 조공 제1연대 (하치오지)
- 독립조공 제1대대 (아게오시)
- 제1요지기구대
- 제101요지기구대

## 참고 자료
- Ness, Leland S. (2014). 《Tactical Organization of Imperial Japanese Army & Navy Ground Forces》. Rikugun: Guide to Japanese Ground Forces, 1937–1945. Volume 1. Solihull, United Kingdom: Helion. ISBN 9781909982000.
- Zaloga, Steven J. (2010). 《Defense of Japan 1945》. Oxford: Osprey Publishing. ISBN 1-84603-687-9.
- 秦郁彦 (2005). 《日本陸海軍総合事典》 (일본어) 2판. 東京大学出版会.
- 外山操 (1987).  森松俊夫, 편집. 《帝国陸軍編制総覧》 (일본어). 芙蓉書房.
- 外山操 (1981). 《陸海軍将官人事総覧 陸軍篇》 (일본어). 芙蓉書房.
- 《太平洋戦争師団戦史》. 別冊歴史読本 戦記シリーズNo.32 (일본어). 新人物往来社. 1996.